# 鵜飼站 (廣島縣)
鵜飼站（日语：／ Ukai eki */?）是位於廣島縣府中市鵜飼町，西日本旅客鐵道（JR西日本）的福鹽線車站。

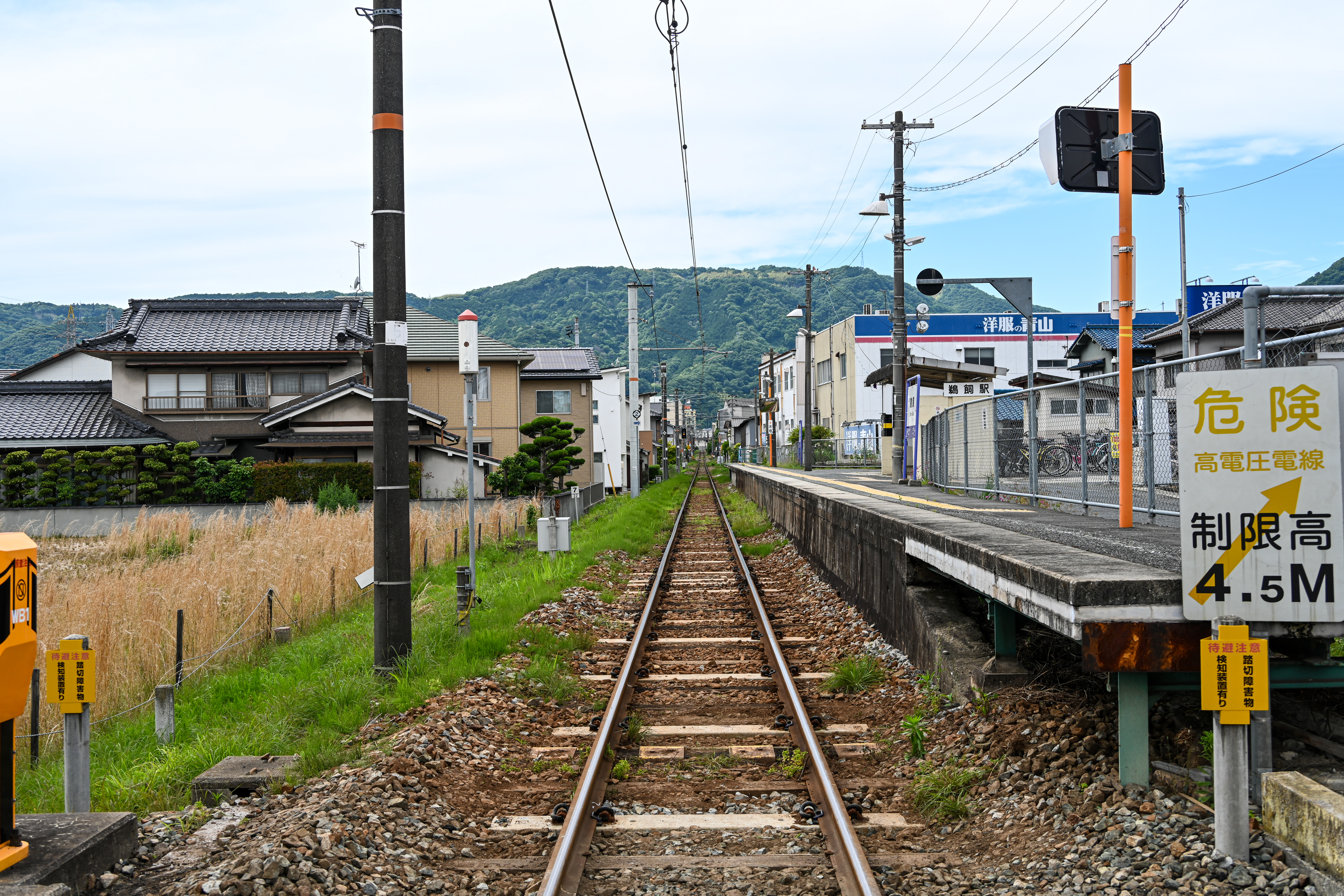
月台全景（2021年5月）

## 歷史
- 1914年（大正3年）7月21日 - 兩備輕便鐵道開業，鵜飼停留場啟用。
- 1923年（大正12年）1月12日 - 從停留所升級至車站，成為鵜飼站。
- 1926年（大正15年）6月26日：兩備輕便鐵道改名為兩備鐵道。
- 1933年（昭和8年）
  - 9月1日：兩備鐵道被國有化，成為國有鐵道福鹽線車站[1]。
  - 11月15日：福鹽北線開通，使與福鹽線改名為福鹽南線。
- 1938年（昭和13年）7月28日：府中站至上下站之間開通，使福鹽北線和福鹽南線合併成為福鹽線。
- 1952年（昭和27年）4月1日 - 結束貨物起卸業務[2]。
- 1970年（昭和45年）12月10日 - 成為無人車站（簡易委託化）。
- 1987年（昭和62年）4月1日 - 伴隨國鐵分割民營化，車站由西日本旅客鐵道（JR西日本）營運。

## 車站構造
車站是一座地面車站，設有1面1線的單式月台。前往府中方向的列車會開啟右邊車門。此站是由福山站管理的無人車站，沒有車站大樓，月台設有車站出入口。月台上設有候車室和自動售票機，此站不可使用ICOCA。

## 利用狀況
以下為近年1日平均乘車人次列表
| 年度               | 1日平均 乘車人次 |
| ------------------ | ---------------- |
| 1996年（平成08年） | 394              |
| 1997年（平成09年） | 406              |
| 1998年（平成10年） | 386              |
| 1999年（平成11年） | 373              |
| 2000年（平成12年） | 343              |
| 2001年（平成13年） | 331              |
| 2002年（平成14年） | 341              |
| 2003年（平成15年） | 329              |
| 2004年（平成16年） | 312              |
| 2005年（平成17年） | 297              |
| 2006年（平成18年） | 289              |
| 2007年（平成19年） | 252              |
| 2008年（平成20年） | 254              |
| 2009年（平成21年） | 250              |
| 2010年（平成22年） | 251              |
| 2011年（平成23年） | 252              |
| 2012年（平成24年） | 270              |
| 2013年（平成25年） | 311              |
| 2014年（平成26年） | 299              |
| 2015年（平成27年） | 322              |
| 2016年（平成28年） | 325              |
| 2017年（平成29年） | 339              |
| 2018年（平成30年） | 327              |
| 2019年（令和元年） | 331              |

## 車站周邊
- 廣島縣府中警署（日语：府中警察署 (広島県)）
- 府中簡易裁判所
- 府中稅務署
- 府中勞動基準監督署
- 府中市民醫院（日语：府中市民病院）
- 府中中央內科醫院
- 洋服之青山（日语：青山商事）府中店
- Daiso&青山 100YEN PLAZA府中高木店
- HALOWS（日语：ハローズ）高木店
- 山田電機備後府中店
- Wawnts 府中店
- 中國新聞社（日语：中国新聞社）府中分局
- 日本生命保險相互會社備後府中營業部
- Kinki酒店
- 唐川木材工業

## 路線巴士
中國巴士
- 府中Gurutto巴士

每40分鐘一班，逢平日與星期六行走。

## 相鄰車站
西日本旅客鐵道（JR西日本）
 福鹽線
高木－鵜飼－府中

## 注腳
1. ↑  日本《官報》第1998號「鐵道省告示第385號」，1933年8月28日：第800頁。
2. ↑  「日本国有鉄道公示第88号」『官報』1952年3月17日（國立國會圖書館數碼化收藏）
3. ↑  府中市統計要覧

## 外部連結
- 鵜飼｜車站資訊：JR出門網 - 西日本旅客鐵道（日語）